# 山田健太 (野球)
山田 健太（やまだ けんた、2000年7月19日 - ）は、愛知県稲沢市出身の社会人野球選手（二塁手）。右投右打。

## 経歴
稲沢市立千代田小学校で2年生の時に野球を始める。稲沢市立千代田中学校では硬式野球のクラブチームである東海ボーイズでプレーし、2年時に全国大会で優勝。3年時には世界少年野球大会の日本代表に選出され、優勝に貢献した。
大阪桐蔭高等学校に進学し、1年秋から三塁手のレギュラーに定着。2年春の第89回選抜高等学校野球大会では5番打者として5試合で12安打を記録し、優勝に貢献した。3年時には同学年の藤原恭大、根尾昂、柿木蓮、横川凱らと共に春の第90回記念選抜高等学校野球大会、夏の第100回全国高等学校野球選手権記念大会で優勝し、甲子園大会春夏連覇を達成した。高校通算21本塁打。
高校卒業後は立教大学に進学。1年時から一塁手のレギュラーに定着し、4番を務めた。同年秋と2年秋のリーグ戦でベストナインを受賞した。また、4年時にはハーレムベースボールウィークの日本代表に選出され、主将を務めた。その後、2022年9月5日にプロ志望届を提出したが、10月20日に行われたプロ野球ドラフト会議では指名漏れとなった。
ドラフト会議終了直後、計8社からオファーがあり、大学卒業後は、高校時代を過ごした大阪に拠点を置く社会人野球の日本生命に入社した。2023年5月から6月にかけて行われた第94回都市対抗野球大会近畿地区2次予選では、チームトップの7打点をあげ、チーム3年ぶりの本大会出場に貢献した。7月17日の本大会・1回戦では7番・二塁手で先発出場し、都市対抗初安打を記録するも、チームは敗退を喫した。

## 詳細情報

### 代表歴
- 2022 ハーレムベースボールウィーク 日本代表